# Harald Giebels
Harald Giebels (* 15. Juli 1964 in Lübeck) ist ein deutscher Politiker (CDU, seit 2020 Bürger für Haan – Bürger Union). Er war von 2005 bis 2012 Mitglied des Landtages Nordrhein-Westfalen.
Nach Abitur und Wehrdienst nahm Harald Giebels an der Universität Köln ein Studium der Rechtswissenschaften auf. Nach dem Zweiten Staatsexamen war er als Wissenschaftlicher Mitarbeiter eines Bundestagsabgeordneten tätig, bevor er die Zulassung als Rechtsanwalt erhielt und eine eigene Kanzlei gründete. Später trat er in eine überörtliche Rechtsanwalts- und Steuerberatungskanzlei ein und ist außerdem als Notarvertreter tätig.
Giebels trat 1982 in die CDU ein. Er war Mitglied des Vorstandes des CDU-Kreisverbandes Mettmann, des Stadtverbandes Haan der Mittelstands- und Wirtschaftsvereinigung der CDU sowie des Bezirksverbandes Bergisches Land der Kommunalpolitischen Vereinigung der CDU.
Seit 1984 ist Giebels Mitglied des Rates der Stadt Haan. Darüber hinaus war er von 1999 bis 2020 Mitglied im Mettmanner Kreistag. Ab 2009 war er Vorsitzender des Polizeibeirates der Kreispolizeibehörde Mettmann. Von 1999 bis 2004 war er im Regionalrat des Regierungsbezirks Düsseldorf vertreten. Im Sommer 2020 trat Giebels aus der CDU aus und beteiligte sich an der Gründung der Wählervereinigung Bürger für Haan – Bürger Union (BU Haan), die er als fraktionsloses Mitglied im Rat der Stadt Haan vertritt.
Harald Giebels wurde am 22. Mai 2005 mit 45,8 Prozent der Stimmen zum direkten Vertreter des Wahlkreises Mettmann II in den Landtag Nordrhein-Westfalen gewählt und setzte sich damit gegen Thomas Dinkelmann (SPD) durch. Giebels war Rechtspolitischer Sprecher sowie Mitglied des erweiterten Vorstandes der CDU-Landtagsfraktion. Er war Mitglied des Rechtsausschusses, der Strafvollzugskommission, des Petitionsausschusses sowie des Ausschusses „Europa und Eine Welt“ des Landtags von Nordrhein-Westfalen. Bei der Landtagswahl am 9. Mai 2010 verteidigte Giebels mit 40,8 Prozent der Erststimmen sein Direktmandat im Wahlkreis Mettmann II. Bei der vorgezogenen Neuwahl am 13. Mai 2012 unterlag Giebels mit 34,1 Prozent der Erststimmen seinem SPD-Herausforderer Manfred Krick. Giebels' 59. Platz auf der CDU-Landesliste reichte für einen Wiedereinzug in den Landtag nicht aus.